# Иваницкий, Виктор Фёдорович
Виктор Фёдорович Иваницкий (20 ноября 1881, село Калужское, Херсонская губерния — 26 февраля 1955) — русский востоковед, историк церкви, библиограф, библиотековед. Профессор (с 1907).

## Биография
Родился 20 ноября 1881 года[по какому календарю?]. В 1902 году окончил Одесскую духовную семинарию, в 1906 — Киевскую духовную академию, где после завершении учёбы был оставлен доцентом, а затем стал профессором при кафедре библейской истории (1907), читал лекции по истории древних евреев, истории географии Древней Палестины и истории Древнего Востока.
До 1919 года занимал профессорскую должность. После закрытия Киевской духовной академии был профессором Киевского университета. Участвовал в работе историко-археологической комиссии по еврейскому языку. Иваницкий, отличался высокой степенью эрудиции, владел несколькими языками: греческим, латинским, древнееврейским, арамейским, немецким, французским, английским и вавилоно-ассирийской клинописью.
В 1921—1933 годах работал на различных должностях во Всенародной библиотеке Украины при Всеукраинской Академии наук (ныне Национальная библиотека Украины имени В. И. Вернадского). Был младшим, старшим библиотекарем, заведующим отделами старопечатных книг и ориенталистики, с 1923 — заместитель директора библиотеки; с октября 1929 по апрель 1930 — исполнял обязанности её директора.
Во время репрессий 1933 года был уволен и вынужден уехать из Киева. Переехал в Марийскую Автономную ССР; работал научным сотрудником и заведующим справочно-библиографическим отделом в Республиканской библиотеке в г. Йошкар-Ола. С 1939 по 1940 и с 1946 по 1949 — старший преподаватель Марийского университета.
В 1951 году вернулся в УССР, в Каменец-Подольский. Умер 26 февраля 1955 года там же.

## Научная деятельность
Занимался преимущественно историей александрийской диаспоры.
В первой же своей работе, магистерской диссертации «Филон Александрийский. Жизнь и обзор литературной деятельности» (К., 1911), Иваницкий показал себя талантливым исследователем. Книга содержит подробный систематический анализ всех произведений Филона Александрийского, древнейшего комментатора Священных текстов, из тех, чьи труды дошли до нашего времени. Обзор предваряется сводкой материалов по биографии Филона. Автор справедливо назвал свою работу родом энциклопедии: ни до, ни после него в отечественной литературе не было столь широкой по охвату монографии на эту тему. Ценность её увеличивается ещё тем, что на русский язык Филон Александрийский почти не переводился, даже до настоящего времени.
За труд «О происхождении иудейского эллинизма Александрии» (К., 1912) Иваницкий был удостоен звания магистра.

## Избранные труды
- Филон Александрийский. Жизнь и обзор литературной деятельности. — К., 1911;
- О происхождении иудейского эллинизма Александрии // «Труды Императорской Киевской Духовной Академии». — 1912. — Т. 1, Кн. 2;
- Иудейско-арамейские папирусы с острова Элефантины и их значение для науки Ветхого Завета // «Труды Императорской Киевской Духовной Академии». — 1914. — Т. 3, Кн. 11, 12;
- Письмо Аристея к Филострату. — К., 1916;
- К вопросу о рехавитах, в кн.: К трехсотлетнему юбилею Киевской Духовной Академии. — Вып. 1. — К., 1917;
- Відділ бібліотекознавства Всенародної бібліотеки // «Бібліологічні вісті». — 1923. — № 3; (укр.)
- Підготування наукових бібліотекарів і взагалі наукових робітників у галузі бібліотекознавства та бібліографії // «Бібліотечний збірник». — 1927. — № 2; (укр.)
- Еврейский язык у Г. С. Сковороды. — К., 1928 .
- Всенародна бібліотека України (ВБУ) при ВУАН / Київ. Провідник. — К., 1930. (укр.)